# P-15 Termit

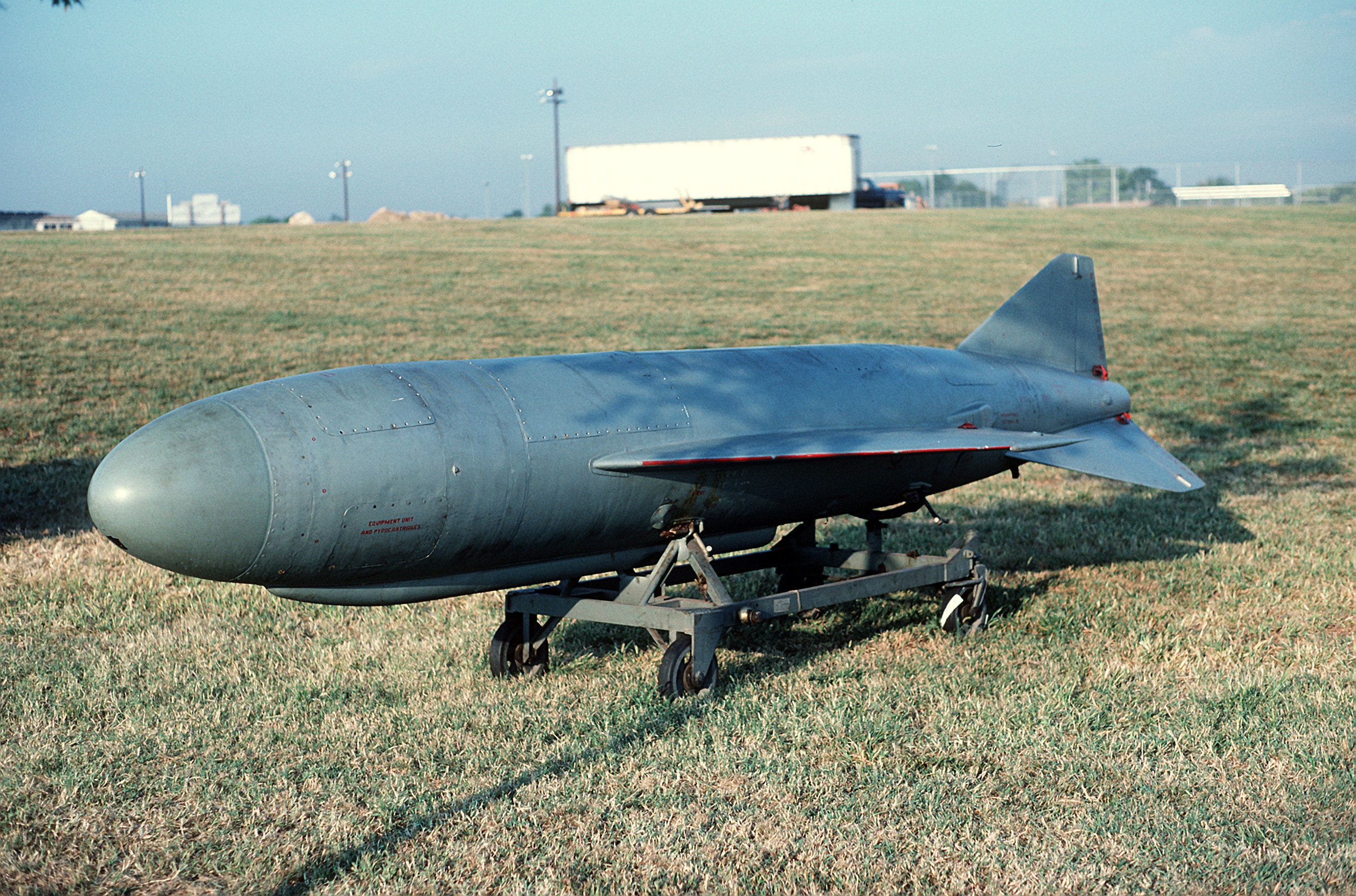
Pocisk P-15

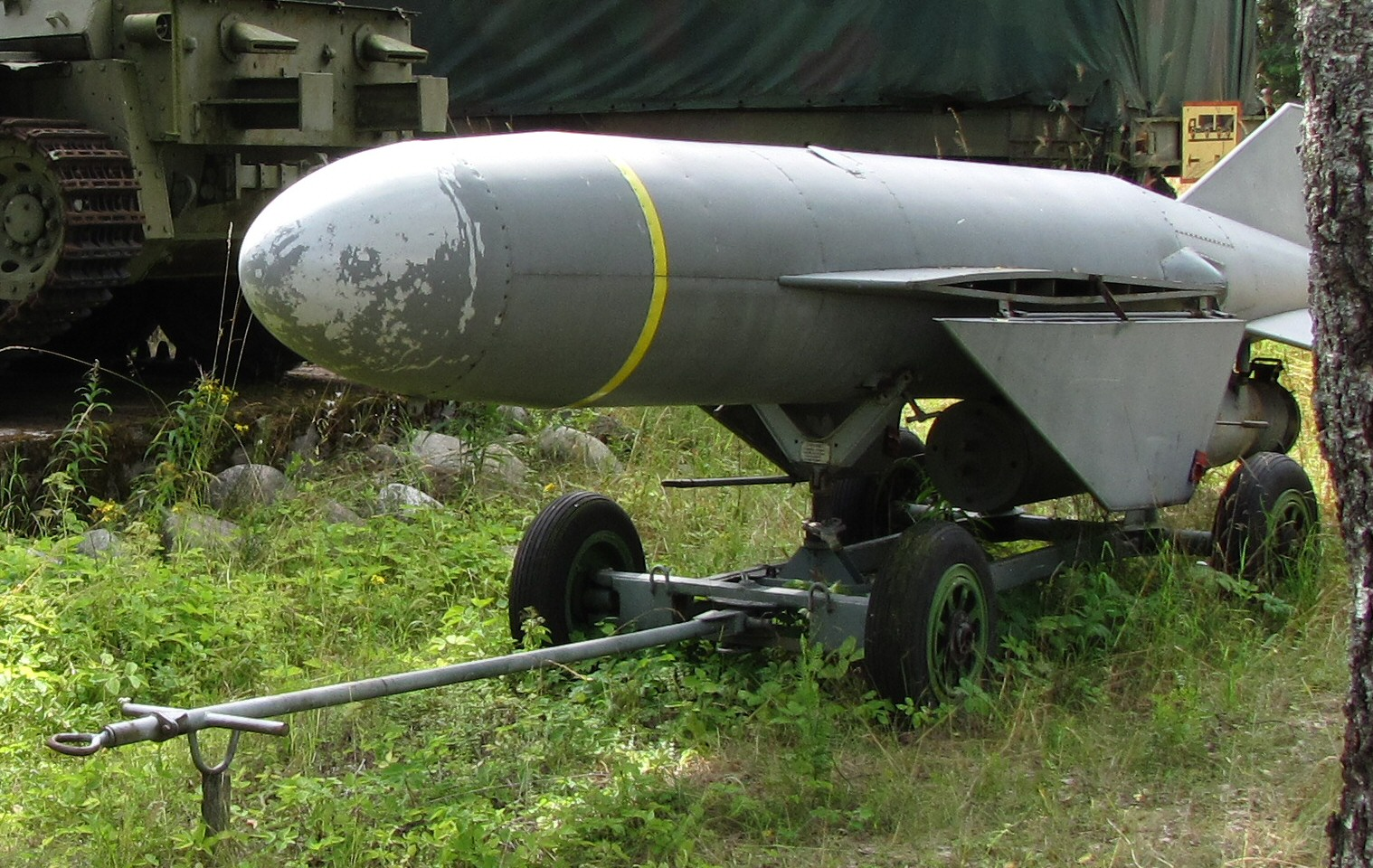
Pocisk P-15U

P-15 (ros. П-15) – radziecki pocisk rakietowy klasy woda-woda, z lat 60. XX wieku, szeroko używany przez liczne państwa do początku XXI wieku. Jego wersją ulepszoną był P-15U. W kodzie NATO oznaczone były SS-N-2A/B Styx. Dalszą wersją rozwojową był zmodernizowany pocisk P-15M (w wersjach eksportowych P-20/21/22). Używany na okrętach, a także w brzegowym mobilnym systemie Rubież. Ponadto w Chinach prowadzono produkcję skopiowanych pocisków, a następnie ich rozwój pod oznaczeniami:  HY, SY, FL z kolejnymi numerami lub C-201. 

## Historia rozwoju

### P-15
Pocisk P-15 powstał z myślą o zastosowaniu go na małych okrętach, zwłaszcza opracowywanych równocześnie z nim kutrach rakietowych. O rozpoczęciu prac nad kompleksem rakietowym o zasięgu 25 km zdecydowała Rada Ministrów ZSRR 18 sierpnia 1955 roku. Za cały system i większość aparatury kierującej, w tym głowicę samonaprowadzania, odpowiadało biuro konstrukcyjne KB-1 w Moskwie. Prace nad samym pociskiem podjęto w filii biura konstrukcyjnego OKB-155 Mikojana przy zakładzie nr 1 (później wydzielonej jako biuro Raduga), pod kierownictwem Aleksandra Bieriezniaka. Poszczególne elementy były opracowywane przez inne jednostki, w tym silniki rakietowe opracowało biuro OKB-2. Próby makiet pocisku prowadzono od października 1956 roku na poligonach lądowych. Pierwsze próbne odpalenie z okrętu – eksperymentalnego kutra rakietowego projektu 183E TKA-14 miało miejsce 16 października 1957 roku na Morzu Czarnym. W toku prac udało się zwiększyć zasięg zwalczania celów do 35-40 km. Od 24 września 1958 roku były prowadzone badania państwowe pocisku, trwające ponad rok, w trakcie których zatopiono okręt-cel CŁ-61 (były włoski torpedowiec „Animoso”). W dniach 15-31 grudnia 1959 roku miały miejsce próby pocisków na seryjnym kutrze rakietowym R-69 proj. 183R (oznaczenie NATO: Komar). 
8 marca 1960 roku pocisk P-15 został oficjalnie przyjęty na uzbrojenie marynarki ZSRR, w składzie kompleksu rakietowego 4K30. Jeszcze przed tym uruchomiono produkcję pocisków w zakładzie nr 116 w Arsienjewie. Pocisk oznaczany był też jako wyrób 4K40. W kodzie NATO pocisk otrzymał oznaczenie kodowe SS-N-2A Styx. Podstawowym nosicielem, obok kutrów rakietowych proj. 183R stanowiących adaptację kutrów torpedowych i przenoszących dwa pociski, stały się nowe kutry rakietowe projektu 205 (oznaczenie NATO: Osa), przenoszące cztery pociski.

### P-15U
23 maja 1964 roku na uzbrojenie została przyjęta ulepszona wersja pocisku P-15U (kompleks 4K41). Odróżniała się ona przede wszystkim rozkładanymi po starcie skrzydłami, przez co mieściła się w mniejszych pojemnikach wyrzutni. Opracowano dla niej cylindryczną wyrzutnię kontenerową KT-67. Pocisk ten zaczął wchodzić do służby razem z kutrami proj. 205U (Osa II) w 1965 roku. Pociski te mogły być używane także ze starszych kutrów, po uprzednim rozłożeniu skrzydeł. W kodzie NATO otrzymała oznaczenie kodowe SS-N-2B Styx mod.

### P-15M (P-21/22)

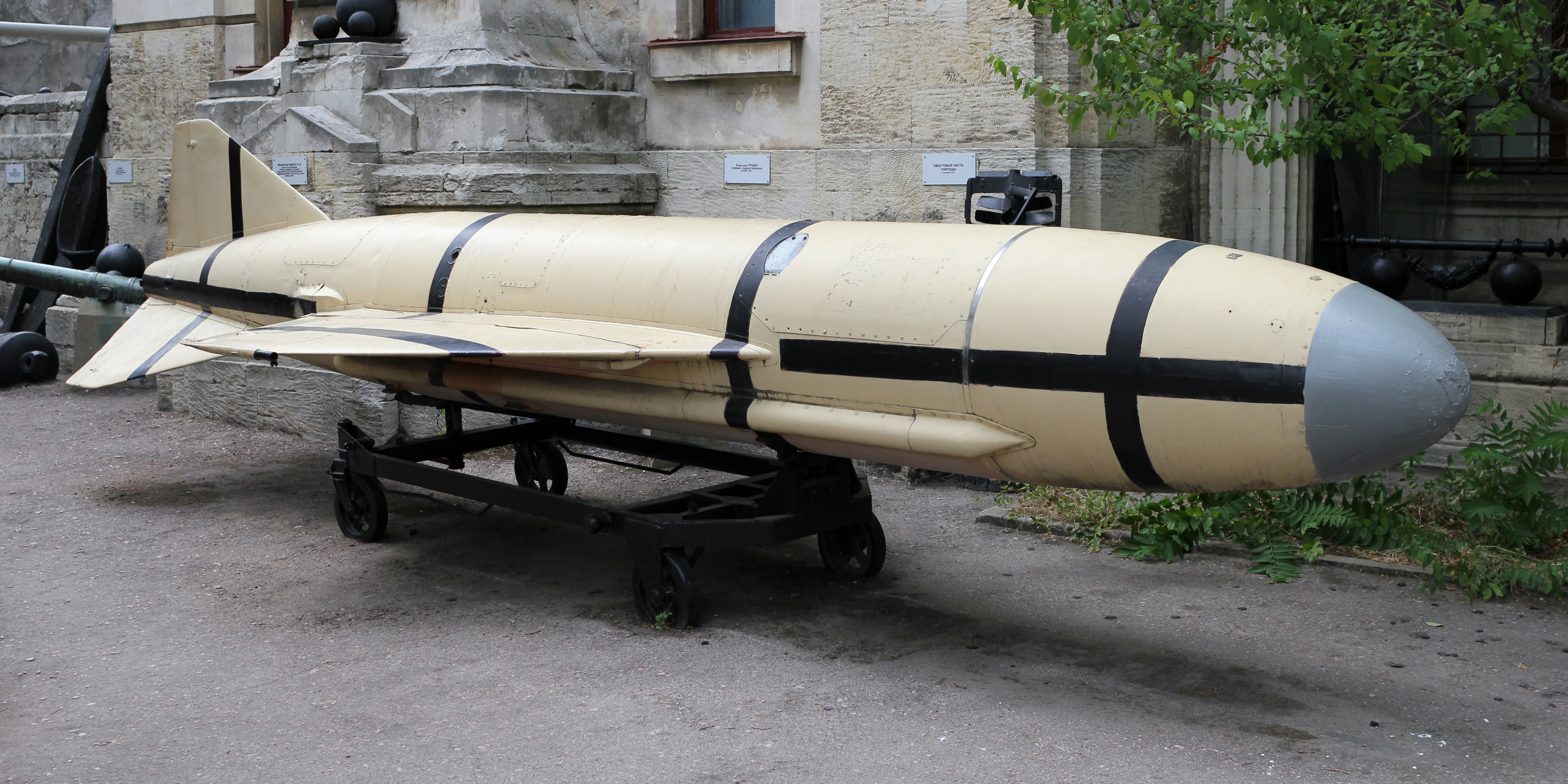
Pocisk P-15M (widoczne wzdłużne żebra po bokach dolnej części)

Pocisk P-15M (4K51) stanowił głęboką modernizację pocisku P-15, mającą na celu zwiększenie zasięgu i odporności na zakłócenia oraz obniżenie profilu lotu, z wykorzystaniem elementów opracowanych dla ostatecznie anulowanej rakiety na paliwo stałe P-25. Rozpoczęcie prac nad zmodernizowanym pociskiem zlecono w 1966 roku. Powiększono zapas paliwa i utleniacza, zwiększając dwukrotnie zasięg – do 80 km. Wprowadzono nowe głowice samonaprowadzające: aktywną radiolokacyjną DS i termiczną Sniegir′, o większej odporności na zakłócenia. Głowica radiolokacyjna mogła pracować w kilku podzakresach, wybieranych przed startem, co utrudniało zakłócanie pocisków salwy, i miała pewne możliwości selekcji celów Opracowano też nową głowicę kumulacyjno-odłamkową o większej skuteczności. Dzięki zastosowaniu radiowysokościomierza RW-MB wysokość lotu obniżyła się do 50 lub 25 m, co utrudniło wykrycie pocisku. Długość pocisku wzrosła o 245 mm, a masa zwiększyła się do 2573 kg, co wymusiło zastosowanie nowego silnika startowego. Rozkładane skrzydła i usterzenie  pozostały takie same jak w pocisku P-15U, natomiast elementem odróżniającym stały się dwa wzdłużne żebra po bokach dolnej części kadłuba zamiast jednego centralnego.  Próby P-15M prowadzono w latach 1968–1972. Pocisk ten został przyjęty na uzbrojenie 21 czerwca 1972 roku pod oznaczeniem P-15M Termit (ros. Tiermit).
Dla pocisku P-15M opracowano też zmodyfikowaną wyrzutnię KT-97. Później dla innych okrętów opracowano też inne wyrzutnie, jak podwójna KT-138 dla okrętów proj. 1241. Standardowo w okrętach z czterema wyrzutniami, trzy uzbrajano w pociski samonaprowadzające się radiolokacyjnie, a jedną – z głowicą na podczerwień.
Kompleks rakietowy P-15M w uproszczonej wersji eksportowej otrzymał oznaczenie P-20M, z pociskami oznaczonymi P-21 w wersji z głowicą radiolokacyjną i P-22 w wersji z głowicą na podczerwień. Głowica pocisku P-21 miała mniejszy zakres przestrajania częstotliwości. Uproszczony był też system kierowania ogniem Koral-E.

## Charakterystyka

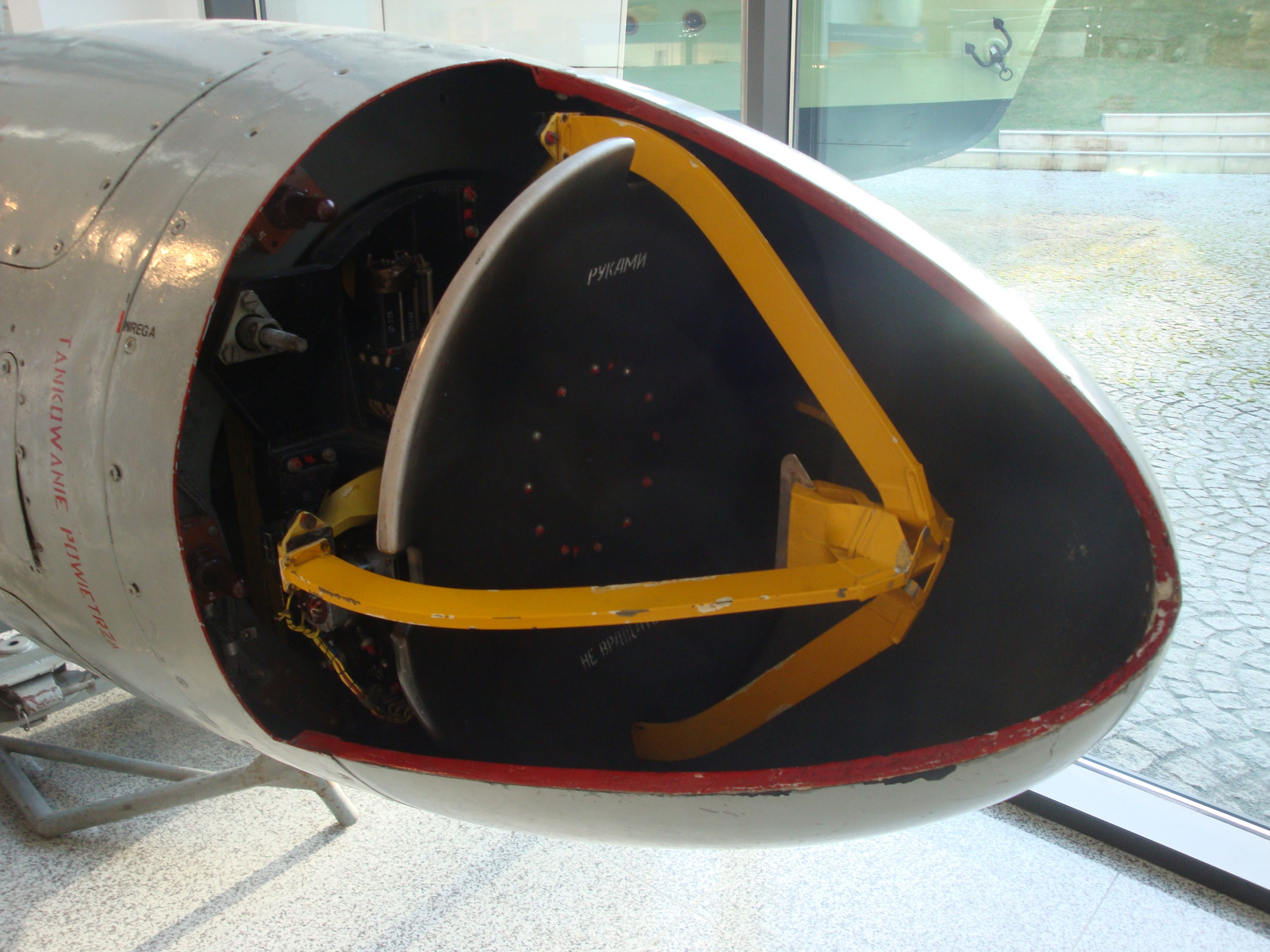
Przekrój głowicy samonaprowadzania pocisku P-15 w Muzeum Marynarki Wojennej w Gdyni

Pocisk miał duże rozmiary, lecz mimo to, bardziej zwartą budowę od wcześniejszych uskrzydlonych pocisków przeciwokrętowych. Miał cylindryczny kadłub o sporej średnicy (76 cm), zwężający się przy dyszy silnika z tyłu. Charakterystycznym elementem pocisku były dwa krótkie trapezowe skrzydła i trzy stateczniki w części ogonowej, rozmieszczone względem siebie co 120° na obwodzie kadłuba. W części nosowej, pod opływową owiewką dielektryczną znajdowała się antena stacji radiolokacyjnej samonaprowadzania, dalej aparatura stacji i kumulacyjno-burząca głowica bojowa. Głowica radiolokacyjna MS-2 pracowała na jednej z czterech częstotliwości. Głowica bojowa oznaczona 4G15 miała 480 kg (według innych danych 450 kg) materiału wybuchowego. Głowica bojowa P-15M (P-21/22) ma 513 kg materiału wybuchowego (według innych danych, 480 kg). Za głowicą bojowa znajdowały się w kolejności: zbiornik sprężonego powietrza (m.in. do poruszania sterami), zbiornik paliwa, aparatura autopilota, zbiornik utleniacza. Duże rozmiary i masa pocisku P-15 wynikały z chęci zastosowania ciężkiej głowicy, co było pochodną jego planowanego zastosowania, do niszczenia dużych opancerzonych okrętów. Głowica kumulacyjno-odłamkowa miała przebijać pancerz do 180 mm, wywołując zniszczenia za nim.

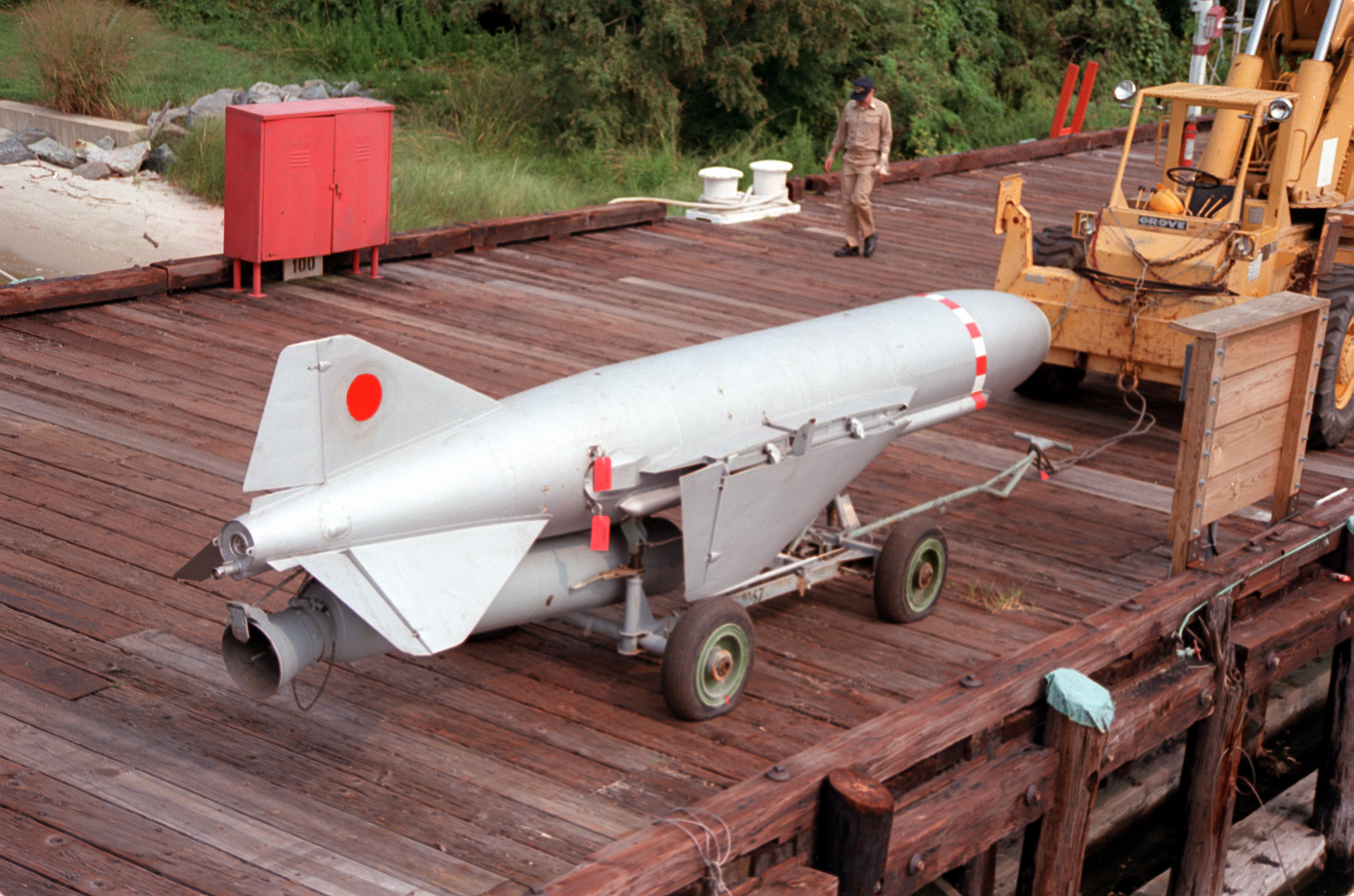
Pocisk P-21 (lub P-22) na wózku transportowym – widoczny startowy silnik rakietowy

Pocisk P-15 miał dwustopniowy napęd rakietowy, w postaci startowego silnika rakietowego na paliwo stałe oraz marszowego silnika na paliwo ciekłe. Silnik startowy SPRD-30, o masie 480 kg, podczepiony pod ogonem pocisku, miał ciąg 28-30 ton i czas pracy około 1,5 s. Silnik marszowy S2.722W rozwijał ciąg 1211 kG w fazie rozpędzania pocisku do prędkości maksymalnej, a później marszowy ciąg 511 kG. Pocisk wystrzeliwany był z wyrzutni szynowej, osłoniętej hangarem. Przez pierwsze 8 km (ok. 30 sekund lotu) pocisk wznosił się na zadaną wysokość, po czym kontynuował lot poziomy. Lotem kierował pilot automatyczny AP-15. We wczesnych wersjach można było zaprogramować wysokościomierz barometryczny na lot na wysokości 100, 200, 300 lub 400 m, w późniejszych seriach wprowadzono radiowysokościomierz, co umożliwiło lot także na mniejszej wysokości. Na większych wysokościach pocisk uzyskiwał dalszy zasięg, lecz był łatwiejszy do wykrycia. Lot poziomy odbywał się z prędkością poddźwiękową 312 m/s (1123 km/h) – ok. 0,9 Ma.
Pocisk współpracował ze specjalnie opracowaną okrętową stacją radiolokacyjną Rangout, zapewniającą wykrywanie celu wielkości niszczyciela z odległości 24 km (w sprzyjających warunkach wykrywano cele wielkości krążownika nawet z 60-80 km). W pierwszej fazie lotu rakieta była kierowana programowo, według danych wypracowanych przed odpaleniem przez okrętowy system kierowania strzelaniem (na kutrach proj. 205 był to system Klon-205). Na odcinku od 12 do 5 km przed celem stacja radiolokacyjna pocisku MS-2 rozpoczynała poszukiwanie celu, w wąskim zaprogramowanym uprzednio zakresie, a jeśli nie udało się go wykryć, przechodziła na poszukiwanie w szerszym zakresie. Po uchwyceniu celu, pocisk samonaprowadzał się aktywnie na cel, schodząc w dół. W razie zakłóceń, system Test kierował pocisk w dalszym ciągu według poprzedniego namiaru przed zakłóceniem. Maksymalny zasięg pocisku wynosił 40 km, aczkolwiek nie zawsze możliwe było wykrycie celów z takiej odległości środkami samego kutra rakietowego. Prawdopodobieństwo trafienia pierwszej wersji P-15 oceniano na 0,7.
Oprócz pocisku naprowadzanego aktywnie radiolokacyjnie, od 1957 prowadzono prace nad wersję P-15T naprowadzaną pasywnie na podczerwień (widmo cieplne okrętu), wyposażoną w głowicę termonaprowadzania Kondor, opracowaną w instytucie NII-10. Jej badania przeprowadzono w sierpniu-październiku 1959.
Zasięg pocisku P-15M wynosił 80 km. Współpracował on z systemem wykrywania celów Grawij, obejmującym stację radiolokacyjną Garpun (pol. Harpun) (według planów także pasywną stację Gals) oraz system kierowania strzelaniem Korałł (pol. Koral). W nowszych okrętach radzieckich stosowano też inne systemy wykrywania celów, jak Monolit-T w okrętach proj. 1241.1. Masę paliwa zwiększono w nim do 214 kg i utleniacza do 860 kg. Zastosowano silnik startowy SPRD-192 o dwa razy większym ciągu, przy masie 483 kg. Prędkość lotu pocisku pozostała taka sama, ok. 1150 km/h.

## Użycie

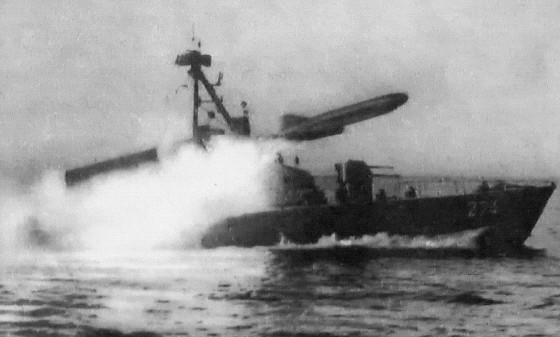
Odpalenie pocisku z kutra proj. 183R

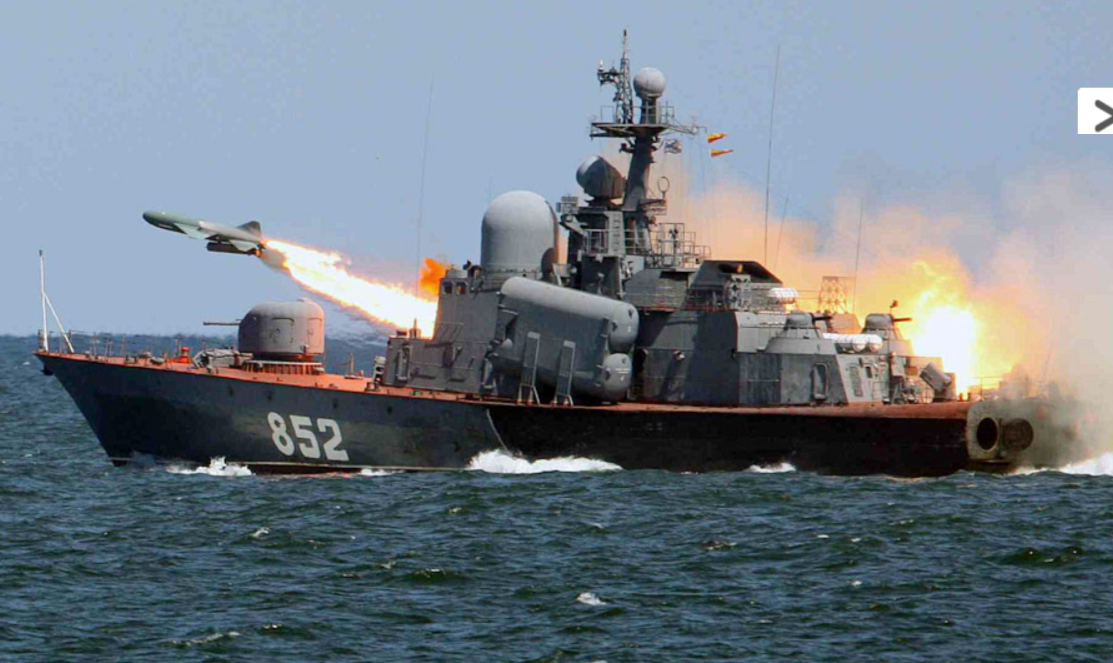
Odpalenie P-15M z rosyjskiego kutra proj. 1241T

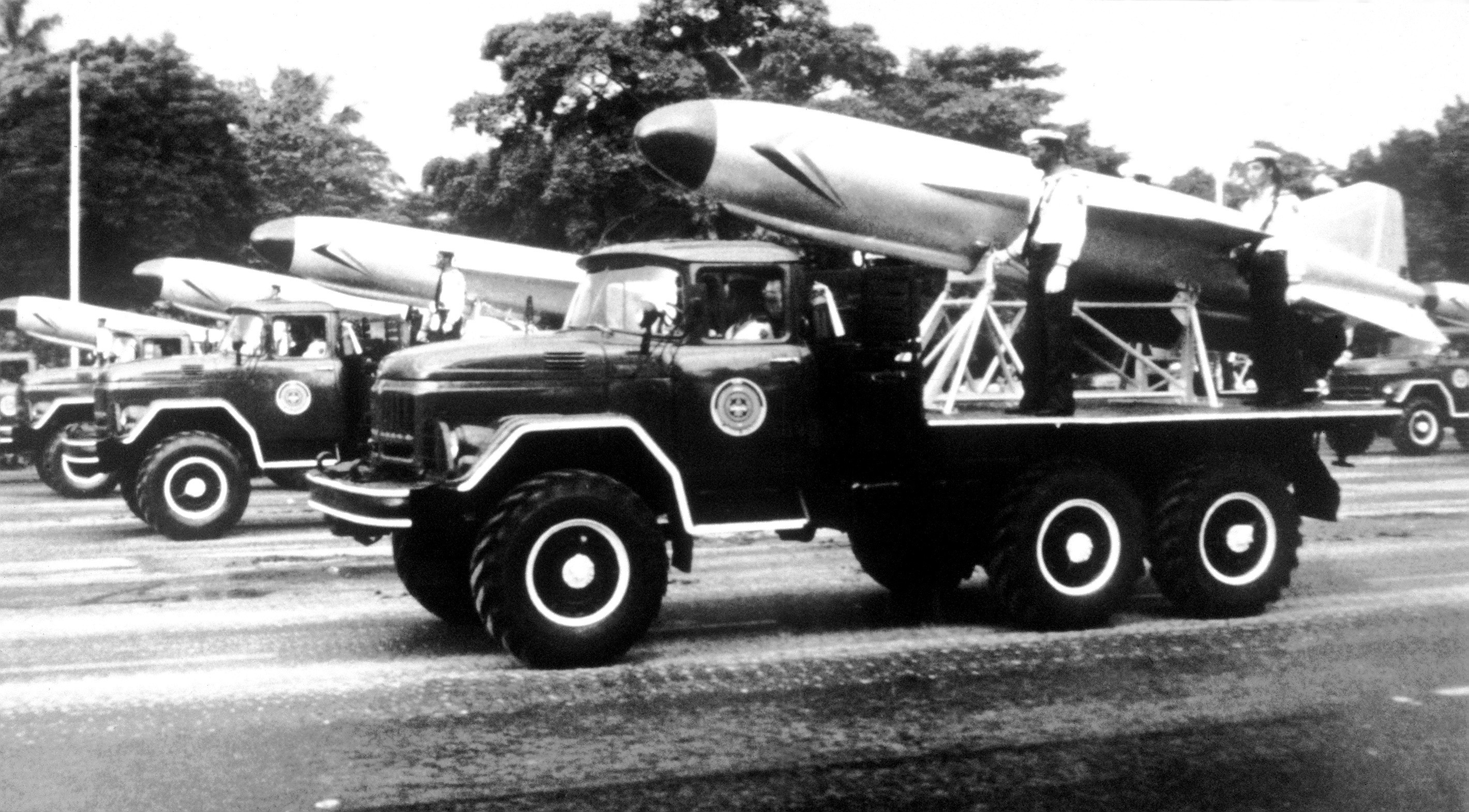
Pociski P-15 na samochodach transportowych ZiŁ-131

Pociski P-15 weszły najpierw na uzbrojenie marynarki ZSRR, przenoszone przez kutry rakietowe proj. 183R (NATO: Komar, po 2 pociski) i proj. 205 (NATO: Osa-I, po 4 pociski). Ulepszone pociski P-15U były przenoszone także przez kutry projektu 205U (NATO: Osa-II). W latach 70. i 80. ponad 170 okrętów ZSRR przenosiło rakiety rodziny P-15.
W pociski P-15M przezbrajano podczas modernizacji większe okręty, jak niszczyciele proj. 56U i proj. 61M
Wkrótce po wejściu do służby, pociski P-15 wraz z przenoszącymi je okrętami stały się przedmiotem szerokiego eksportu do zaprzyjaźnionych krajów. Oprócz ZSRR, radzieckich pocisków używały wraz z kutrami proj. 205/205U: Algieria, Angola, Benin, Chiny, Bułgaria, Egipt, Etiopia, Finlandia, Indie, Irak, Jemen Południowy, Jemen Północny, Jugosławia, KRLD, Kuba, Libia, NRD, Polska, Rumunia, Somalia, Syria i Wietnam. Część z tych krajów, a także Indonezja, używały tych pocisków także z kutrami proj. 183R. Według nie do końca pewnych źródeł, wyeksportowano 191 kutrów proj. 205/205U, a także ok. 76 kutrów proj. 183R. Część pocisków, np. do Chin eksportowano w wersji uproszczonej, z mniejszym zakresem przestrajania częstotliwości głowicy radiolokacyjnej. Ogółem pociski rodziny P-15 eksportowano do 25 krajów.
Debiut bojowy pocisków P-15 miał miejsce w 1967 roku podczas wojny sześciodniowej, kiedy to 21 października pocisk wystrzelony z egipskich kutrów proj. 183R zatopił izraelski niszczyciel „Eilat”. Stanowiło to zarazem pierwszy przypadek użycia bojowego pocisku przeciwokrętowego i wywarło duży wpływ na taktykę walki na morzu i rozwój pocisków tego typu na świecie. Indyjskie kutry odnosiły następnie sukcesy podczas wojny indyjsko-pakistańskiej w październiku 1971 roku (między innymi zatopiono niszczyciel „Khaibar”). Użyto też wówczas pocisków P-15 przeciw celom naziemnym – zbiornikom ropy. Już jednak podczas kolejnej wojny izraelsko-arabskiej Jom Kipur w 1973, Izraelczycy nauczyli się przeciwdziałać pociskom P-15, stosując środki walki radioelektronicznej, polegające przede wszystkim na stawianiu celów pozornych z wyrzutni okrętowych. Podczas bitwy pod Latakią i późniejszych prób rażenia celów, żadna z 55 wystrzelonych z syryjskich i egipskich okrętów rakiet P-15 nie trafiła celu.
Wadą pocisków P-15 była spora martwa strefa rażenia (ok. 8 km od okrętu), a także możliwość wykrycia pracującego radaru pocisku. W latach 80. pociski te były już praktycznie całkowicie przestarzałe i miały niewielką skuteczność na nowoczesnym polu walki morskiej, stanowiąc przy tym duży i stosunkowo powolny cel. Mimo to, były używane przez niektóre marynarki wraz z przenoszącymi je kutrami jeszcze przez kolejne dekady.
Począwszy od 1964 roku pociski P-15 używane były w Polsce, na 13 kutrach proj. 205. Pierwsza zakupiona partia pocisków kosztowała po 64 000 rubli. W 1966 roku zaprezentowano je publicznie na defiladzie XX-lecia. W 1987 roku wystrzelono podczas ćwiczeń ostatnie polskie rakiety P-15, po czym używano jeszcze nadal pocisków P-15U. Początkowo strzelania szkolne prowadzono jedynie na poligonach radzieckich koło Bałtyjska, a od 1992 roku na polskim poligonie morskim w rejonie Ustki, jednocześnie wykorzystując je od tego roku jako cele dla rakiet przeciwlotniczych.
Następnie na uzbrojenie Marynarki Wojennej weszły nowocześniejsze pociski P-21/21, na czterech okrętach rakietowych proj. 1241 i niszczycielu rakietowym ORP „Warszawa”.
Oprócz wersji woda-woda, zmodyfikowane pociski P-15M Termit-R zostały użyte w kompleksie obrony brzegowej Rubież. Podwójne wyrzutnie KT-161 zamontowane są na podwoziu samochodu MAZ-543M wraz ze stacją radiolokacyjną Garpun. Ich próby prowadzono od 1975 roku, a system został przyjęty na uzbrojenie 22 października 1978 roku. Był on używany w ZSRR, a także eksportowany m.in. do Algierii, Bułgarii, NRD, Rumunii, Libii, Syrii, Indii, Jugosławii, Kuby.  

## Rozwój w Chinach

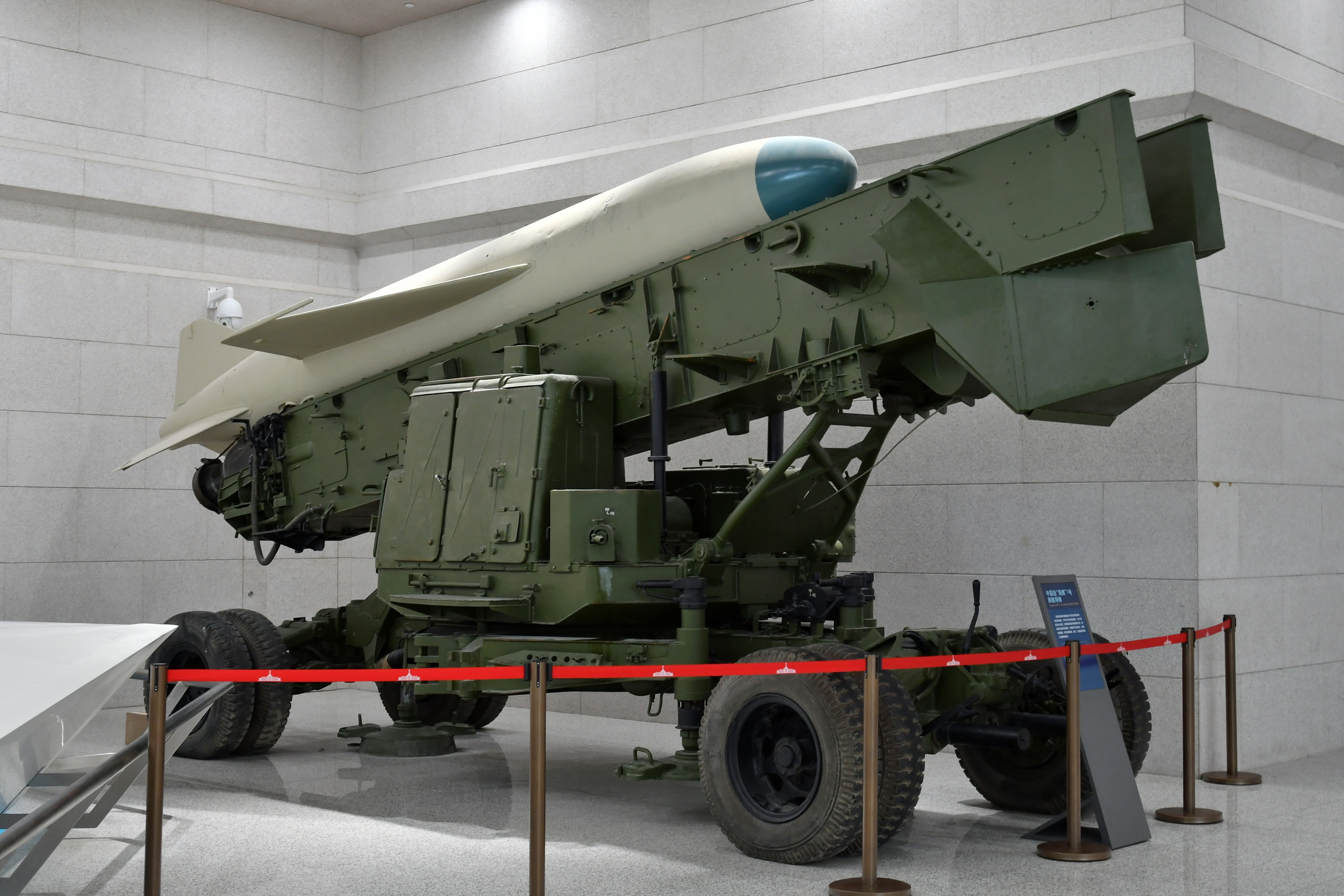
Chiński pocisk HY-1 w wersji naziemnej

Chiny otrzymały szybko – już w 1959 roku pierwsze pociski P-15, wraz z kutrami rakietowymi proj. 183R i następnie proj. 205. Po rozłamie w stosunkach radziecko-chińskich w 1960 roku i przerwaniu dalszych dostaw, Chińczycy podjęli prace nad skopiowaniem pocisku i obu typów kutrów rakietowych. Spotykana jest informacja, także w źródłach chińskich, że produkcję skopiowanych pocisków rozpoczęto w 1974 roku, lecz część autorów przypuszcza, że mogło to nastąpić już około 1964 roku. Używano ich na kutrach proj. 024 Houku (zmodyfikowana kopia projektu 183R) i proj. 021 Huangfeng (kopia projektu 205).
Chińska kopia P-15 była oznaczana w zależności od wersji jako HY-1 (Hai Yang – Morski Orzeł), SY-1 (Shang You) lub FL-1 (Fei Long – Latający Smok). W 1970 roku opracowano powiększoną wersję rozwojową tego pocisku, o większym zasięgu (do 100 km) i z ulepszonym systemem samonaprowadzania, oznaczaną jako HY-2, SY-2, FL-3A lub C-201 i produkowaną w kilku wersjach. Ostatnim wariantem jest HY-4, w którym marszowy silnik rakietowy zastąpiono przez silnik turboodrzutowy i zwiększono zasięg do 150 km. Pociski te mają w zależności od wersji kilka oznaczeń kodowych NATO, najlepiej znane to CSS-N-2 Silkworm. Oprócz Chin, eksportowane były do kilku krajów, m.in. Pakistanu i Bangladeszu.
W Chinach pociski na bazie P-15 zostały też dostosowane do przenoszenia przez samoloty H-6.

## Zastosowanie
Pociski P-15 były przenoszone przez okręty następujących typów marynarki ZSRR (część z nich następnie wyeksportowano):
- 112 kutrów rakietowych proj. 183R (oznaczenie NATO: Komar) (2 wyrzutnie P-15)[9]
- 187 kutrów rakietowych proj. 205 i 205U (NATO: Osa-I/II) (4 wyrzutnie P-15)[9]
- 12 kutrów rakietowych proj. 206MR (2 wyrzutnie P-15M)[13]
- 12 kutrów rakietowych proj. 1241T (1241.1) (4 wyrzutnie P-15M)[25]
- 3 niszczyciele proj. 56U (4 wyrzutnie P-15M)[17]
- 5 niszczycieli proj. 61M/MP (4 wyrzutnie P-15M)[17]

Okręty budowane w ZSRR na eksport:
- 87 kutrów rakietowych proj. 205ER (2 wyrzutnie P-15)[9]
- 22 kutry rakietowe proj. 1241RE (4 wyrzutnie P-21)[26]
- 10 korwet rakietowych proj. 1234E (dla Libii, Indii, Algierii)(4 wyrzutnie P-21)[26]
- 2 fregaty rakietowe proj. 1159TR (dla Libii) (4 wyrzutnie P-21)[26]
- 5 niszczycieli proj. 61ME (dla Indii) (4 wyrzutnie P-21)[17]

Wyrzutnie montowane na okrętach zagranicznych:
- niszczyciel rakietowy „Mărășești” (Rumunia) (4 wyrzutnie P-21)[27]
- niszczyciel proj. 30bis (zmodernizowany) „Al Zaffer” (Egipt) (2 wyrzutnie P-15)[27]
- 2 fregaty typu 12 zmodernizowane: „Talwar” i „Trishul” (Indie) (3 wyrzutnie)[28] (wg innych danych 2 wyrzutnie[27])
- 3 fregaty rakietowe typu Godavari (Indie) (3 wyrzutnie P-15)[28]
- 4 korwety typu 025 Khukri (Indie) (4 wyrzutnie P-21)[29]
- 2 fregaty rakietowe proj. 1159 zmodernizowane (Jugosławia) (4 wyrzutnie P-21)[30]
- 2 fregaty rakietowe typu Kotor (Jugosławia) (4 wyrzutnie P-15M)[30]
- 6 kutrów rakietowych typu Končar(inne języki) (Jugosławia) (2 wyrzutnie P-15U)[31]
- kuter rakietowy „Isku” (Finlandia) (4 wyrzutnie P-15)[27]